# Sen (powieść Lisy McMann)
Sen (ang. Wake) – pierwsza książka z trylogii dla młodzieży napisanej przez Lisy McMann, wydana w Polsce 12 maja 2009 roku.